# Arctosa testacea
Arctosa testacea este o specie de păianjeni din genul Arctosa, familia Lycosidae, descrisă de Roewer, 1960.
Este endemică în Tanzania. Conform Catalogue of Life specia Arctosa testacea nu are subspecii cunoscute.